# Dwukolczak

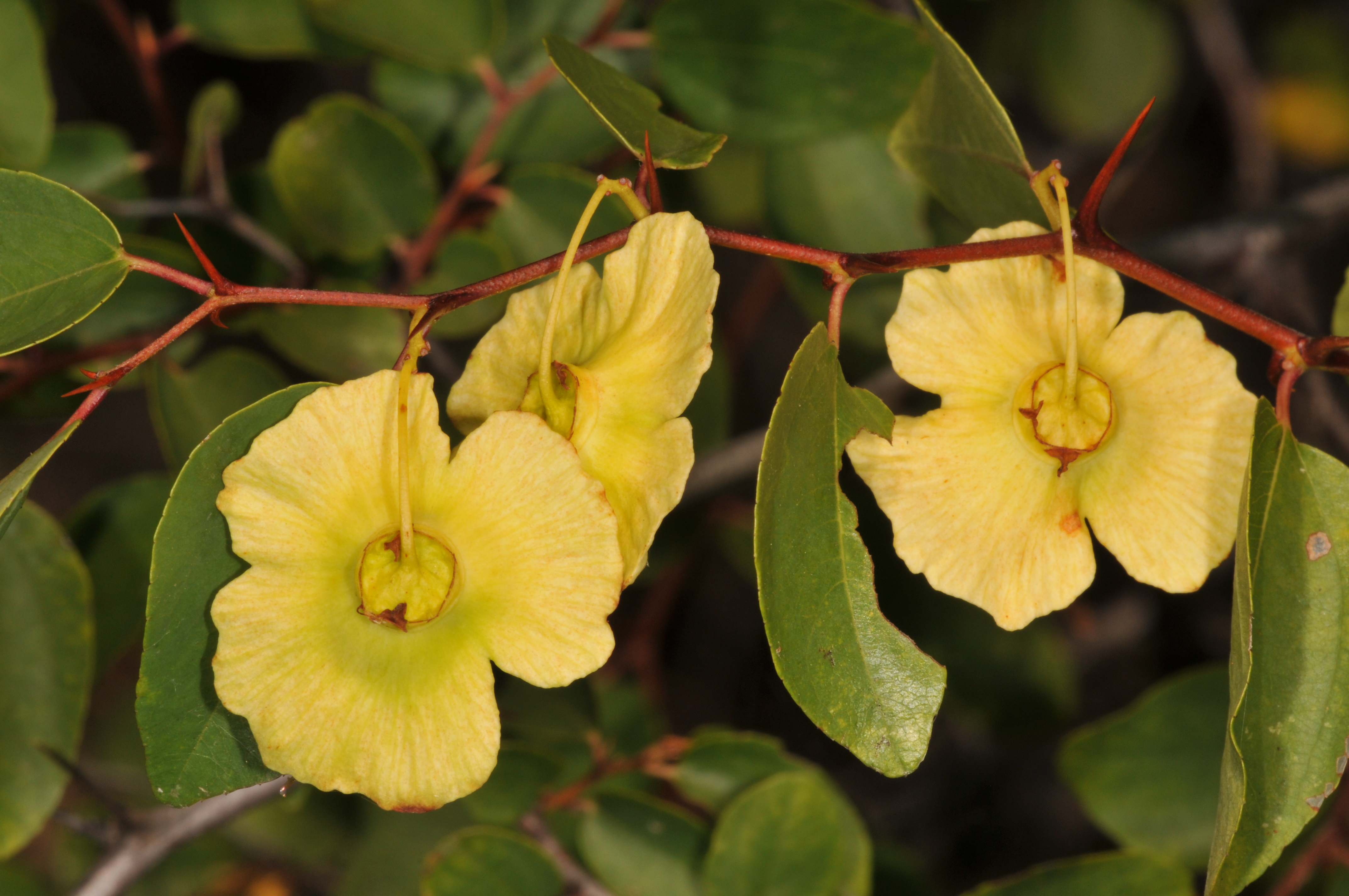
Owoce dwukolczaka śródziemnomorskiego

Dwukolczak, dzierżydrzewo (Paliurus Miller) – rodzaj roślin z rodziny szakłakowatych (Rhamnaceae). Obejmuje 5 gatunków. Jeden z nich – dwukolczak śródziemnomorski P. spina-christi – rośnie w południowej Europie, Bliskim Wschodzie, w regionie Kaukazu, na wschodzie po Iran, Afganistan, Tadżykistan i Uzbekistan (jako introdukowany także w Teksasie i Chinach). Pozostałe cztery gatunki rosną w Azji Wschodniej od Wietnamu po Półwysep Koreański i Japonię, przy czym trzy z nich są endemitami Chin.
Dwukolczak śródziemnomorski tworzy gęste, cierniste, trudne do przebycia zarośla na siedliskach suchych i kamienistych na niżu i w górach do 1500 m n.p.m. Jest głównym składnikiem formacji sziblak. Gatunki wschodnioazjatyckie rosną w górskich lasach i na zboczach gór.
Dwukolczak śródziemnomorski uprawiany jest jako roślina ozdobna i tworząca trudne do przebycia żywopłoty. Na wschodzie Azji uprawiany jest w ogrodach także Paliurus hemsleyanus i Paliurus ramosissimus. Ten ostatni gatunek ma szereg zastosowań użytkowych – jego twarde drewno służy do wyrobu różnych narzędzi. Rozmaite części tej rośliny wykorzystywane są w medycynie, a z owoców tłoczy się olej służący do wyrobu świec.

## Morfologia
PokrójZimozielone i zrzucające liście krzewy osiągające różną wysokość, a także niewielkie do średnich drzewa (największe – P. hemsleyanus i P. ramosissimus osiągają do 20 m wysokości). Rośliny cierniste – jako zdrewniałe ciernie wykształcone są przylistki, zwykle proste, u P. spina-christi jeden z cierni jest odgięty. Czasem rośliny z pędami wspierającymi się na podporach, zygzakowatymi.
LiścieSkrętoległe. Blaszka z wyraźnymi trzema żyłkami przewodzącymi wychodzącymi z jej nasady, szeroko jajowata do okrągławej, nieco niesymetryczna, całobrzega do piłkowanej.
KwiatyObupłciowe, zebrane w wierzchotkowate kwiatostany wyrastające w kątach liści. Szypułki kwiatowe krótkie, ale zwykle wydłużają się podczas owocowania. Hypancjum miseczkowate do półkulistego. Działek kielicha jest pięć, są one trójkątne, zaostrzone, nagie lub owłosione. Płatki korony w liczbie pięciu są zredukowane (osiągają do 1–2 mm długości) i często obejmują pręciki. Pręcików jest pięć, wolnych, do 2 mm długości. Zalążnia wpół dolna, dwu- lub trójkomorowa, otoczona mięsistym pierścieniem dysku miodnikowego. W każdej komorze z pojedynczym zalążkiem. Szyjka słupka spłaszczona lub walcowata, na końcu z dwoma lub trzema ramionami.
OwoceSuche, dyskowate lub półkuliste pestkowce otoczone skrzydełkiem, u nasady stożkowate, na szczycie zaokrąglone lub spłaszczone, często z trwałym kielichem. Nasiona jajowate, brązowe i lśniące.

## Systematyka
Jeden z rodzajów z rodziny szakłakowatych (Rhamnaceae). W obrębie podrodziny Ziziphoideae Luersson zaliczany jest do plemienia Paliureae Endlicher wspólnie z dwoma innymi, najbliżej spokrewnionymi rodzajami: głożyną Ziziphus i howenią Hovenia. Skamieniałości przypisywane do rodzaju Paliurus datowane na 66 milionów lat znaleziono pod Trapami Dekanu na subkontynencie indyjskim.
Wykaz gatunków według Plants of the World
- Paliurus hemsleyanus Rehder
- Paliurus hirsutus Hemsl.
- Paliurus orientalis (Franch.) Hemsl.
- Paliurus ramosissimus (Lour.) Poir.
- Paliurus spina-christi Mill. – dwukolczak śródziemnomorski